# Head Games
Head Games — третий студийный альбом хард-рок-группы Foreigner, выпущенный в 1979 году на лейбле Atlantic Records. Синглы «Dirty White Boy» и «Head Games» закрепили успех альбома. В США альбом получил статус пятикратно платинового.

## Список композиций
1. «Dirty White Boy» (Грэмм, Джонс) — 3:37
2. «Love on the Telephone» (Грэмм, Джонс) — 3:18
3. «Women» (Джонс) — 3:25
4. «I’ll Get Even With You» (Джонс) — 3:40
5. «Seventeen» (Грэмм, Джонс) — 4:43
6. «Head Games» (Грэмм, Джонс) — 3:37
7. «The Modern Day» (Джонс) — 3:26
8. «Blinded by Science» (Джонс) — 4:54
9. «Do What You Like» (Грэмм, Макдональд) — 3:58
10. «Rev on the Red Line» (Грэмм, Гринвуд) — 3:35
11. «Zalia» [*] (Грэмм, Макдональд) — 2:34

* бонус-треки в переиздании 2002 года

## Участники записи
- Лу Грэмм — вокал, перкуссия
- Мик Джонс — соло-гитара, фортепиано, клавишные, бэк-вокал
- Эл Гринвуд — клавишные, синтезатор
- Иэн Макдональд — ритм-гитара, синтезатор, клавишные, бэк-вокал
- Рик Уиллс — бас-гитара, бэк-вокал
- Деннис Эллиотт — ударные, бэк-вокал

## Позиции в хит-парадах
Годовые итоговые чарты:
| Хит-парад (1980)                   | Позиция |
| ---------------------------------- | ------- |
| Канада (RPM Year-End)              | 65      |
| США (Billboard Top Popular Albums) | 31      |